# 華懋中心
華懋中心是位於香港中環德輔道中的寫字樓項目，分為I期和II期，由華懋集團發展、劉榮廣伍振民建築師事務所設計的商廈。

## 華懋中心I期
華懋中心I期位於德輔道中22號，樓高25層，於2016年落成，由永安人壽大廈重建而成。華懋中心I期9至29樓全層由一家醫療集團租用，其他租戶包括餐廳及美容品牌。
2022年5月12日聯合醫務宣佈，透過間接全資附屬公司普康醫學影像及化驗中心，承租中環華懋中心1期㇐樓、二樓、三樓（連平台）及五樓全層，總樓面面積約1.4萬平方呎

## 華懋中心II期
華懋中心II期於德輔道中26號，樓高26層，由永安中區大廈重建而成。

## 外部連結
- 華懋集團介紹 - 華懋中心I期